# Aurelio Samorì
Aurelio Samorì (Faenza, 20 gennaio 1946) è un compositore e didatta italiano.

## Biografia
Dopo aver completato gli studi al conservatorio Gioachino Rossini di Pesaro (dove attualmente è titolare della cattedra di composizione), studiando, tra gli altri, con Boris Porena, si è perfezionato a Darmstadt con Stockhausen, Pousseur e Ligeti e a Roma con Franco Donatoni. Ed è proprio il pensiero di Franco Donatoni a costituire un importante punto di riferimento, nonché il punto di partenza principale della ricerca musicale di Samorì, autore che si esprime principalmente attraverso la musica da camera e di brani per strumento solista.
La sua musica si è imposta in concorsi internazionali di composizione: nel 1979 gli venne assegnato il Premio Varese, mentre nel 1986 si affermò al Concorso Ennio Porrino di Cagliari. Suoi brani sono editi da Suvini Zerboni e Ricordi.
Nel 2006 ha ricoperto il ruolo di Presidente della Giuria del Concorso internazionale di composizione "2 Agosto" a Bologna.
Nel 2015 è stato Presidente della Giuria del 34º Concorso Internazionale di Violino "Premio Rodolfo Lipizer" di Gorizia.
Ha svolto la sua attività didattica presso il Conservatorio Gioachino Rossini di Pesaro, avendo tra i suoi allievi i compositori Tonino Tesei, Daniele Gasparini e il direttore d'orchestra Michele Mariotti.

## Opere significative
- Musica per flauto, clarinetto e fagotto (1975)
- Contropunto per 9 strumenti a fiato (1977)
- Diali per 10 archi (1979)
- Angelici (cons)ensi per flauto e arpa (1981)
- Riferimento A per flauto e quartetto d'archi (1981 al Teatro La Fenice di Venezia)
- ...Da un'immagine per flauto solo (1982)
- Alla soglia delle trasparenze per 10 strumenti (1984)
- Etnocigihc per flauto, clarinetto, viola e violoncello (1985)
- Microdivertimenti per flauto, violino, viola, violoncello e pianoforte (1986)
- Dolci vortici, velate rimembranze per quartetto di sassofoni (1988)
- Caleidoscopii Ludi per 9 strumenti a fiato (1989)
- L'eterno inizia spesso da un momento, per soprano e pianoforte su testo di Paolo Volponi (dedicato a Barbara Lazotti), (1990).
- Pareti rosse d'aria, per soprano, clarinetto e pianoforte; (dedicato a Barbara Lazotti), (1990).
- Decassodau per fagotto e trombone (1991)
- Ritratto di Felicita per soprano, baritono, violoncello e pianoforte su testo di Guido Gozzano (1992).
- E il cuore, per soprano e pianoforte su versi di Giuseppe Ungaretti (1992).
- Pulsar continuo per 6 strumenti (1992).
- Un canto dai giardini, per soprano, violoncello e pianoforte su versi di G. D'Elia (1992).
- Frammento di Montale per voce recitante e violoncello su versi di Eugenio Montale (1992).
- Ciribiribin Variazioni per fisarmonica (1994)
- Canti estratti su testi di Giacomo Leopardi per voce recitante e quartetto di flauti (1998)
- Ricercare per organo (1999)
- Cantata laica coro e strumenti (2000)
- Azione per due per clarinetto, violoncello e pianoforte (2005)
- Metamorfosi di EAlo per violino e pianoforte (2016)